# Domenico Rivarola
Domenico Rivarola (ur. w 1575 w Genui, zm. 3 stycznia 1627 tamże) – włoski kardynał.

## Życiorys
Urodził się w 1575 roku w Genui, jako syn Ottavia Rivaroli i Nicoletty Lomellini. Uzyskał stopień doktora utroque iure i został kanonikiem kapituły w rodzinnym mieście. 10 grudnia 1608 roku został wybrany biskupem Alérii, a osiemnaście dni później przyjął sakrę. Rivarola pozostał w Rzymie, jako sekretarz Scipionego Caffarelli-Borghese. Jednak tuż przed Wielkanocą papież wydał dekret, nakazujący rezydować biskupom w swoich diecezjach. Spowodowało, że kardynał Borghese mianował Rivarolę swoim audytorem, co uwolniło biskupa od obowiązku przebywania w Alérii (wkrótce potem zrezygnował z zarządzania biskupstwem). 30 marca 1609 roku został mianowany tytularnym arcybiskupem Nazaretu. Został mianowany legatem nadzwyczajnym, by nakłonić Henryk IV, by zrezygnował z planu najechania Italii. Jednak zanim zdołał dotrzeć do Paryża, król Francji został zamordowany. 17 sierpnia 1611 roku został kreowany kardynałem prezbiterem i otrzymał kościół tytularny Santi Silvestro e Martino ai Monti. W latach 1612–1621 był legatem w Romanii. Zmarł 3 stycznia 1627 roku w Genui.